# Alberto Maria Capobianco
Alberto Maria Capobianco, nato Leonardo Antonio Pasquale (Brindisi, 13 marzo 1708 – Napoli, 7 febbraio 1798) è stato un arcivescovo cattolico italiano. Fu cappellano maggiore del Regno di Napoli dal 1789 al 1797.

## Biografia
Nato a Brindisi il 13 marzo 1708 da Santoro e da Beatrice Rodriguez; l'8 aprile 1723 entrò nell'Ordine dei Domenicani nel convento della Santissima Annunziata di Brindisi e il 23 marzo 1732 venne ordinato sacerdote. A Brindisi, sotto l'allora arcivescovo Antonino Sersale, fu lettore di filosofia, geometria e teologia nel seminario della diocesi.
Il 7 marzo 1767 venne nominato da re Ferdinando IV alla sede arcivescovile di Reggio Calabria, ma la scelta non trovava accoglienza favorevole presso la Curia romana a causa del pensiero teologico e delle idee ritenute gianseniste, e del regalismo. Ottenuta la consacrazione a Roma il 12 aprile successivo dal cardinale Giovanni Francesco Albani, nel giugno seguente fece il suo ingresso nell'arcidiocesi. Fu sostenitore delle riforme diocesane del vescovo Scipione de' Ricci, con cui intratteneva una corrispondenza.Nel 1788, col benestare del governo, ottenne l'autorizzazione per istituire quattro scuole pubbliche per l'istruzione civile e cattolica dei bambini e ragazzi.

## Genealogia episcopale e successione apostolica
La genealogia episcopale è:
- Cardinale Scipione Rebiba
- Cardinale Giulio Antonio Santori
- Cardinale Girolamo Bernerio, O.P.
- Arcivescovo Galeazzo Sanvitale
- Cardinale Ludovico Ludovisi
- Cardinale Luigi Caetani
- Cardinale Ulderico Carpegna
- Cardinale Paluzzo Paluzzi Altieri degli Albertoni
- Papa Benedetto XIII
- Papa Benedetto XIV
- Papa Clemente XIII
- Cardinale Giovanni Francesco Albani
- Arcivescovo Alberto Maria Capobianco, O.P.

La successione apostolica è:
- Arcivescovo Giovanni Carmine Pellerano, O.S.Io.Hier. (1770)